# Amer Đidić
Amer Đidić (Zenica, 28 de diciembre de 1994) es un futbolista bosnio, nacionalizado canadiense, que juega en la demarcación de defensa para el Atlético Ottawa de la Canadian Premier League.

## Selección nacional
El 10 de enero de 2020 debutó con la selección de fútbol de Canadá en un encuentro amistoso contra Barbados que finalizó con un resultado de 4-1 a favor del combinado canadiense tras el gol de Shamar Edwards para Barbados, y de Charles-Andreas Brym, Liam Fraser, Russell Teibert y de Jayden Nelson para el combinado canadiense.

## Clubes
| Club                    | País           | Año       | Partidos | Goles |
| ----------------------- | -------------- | --------- | -------- | ----- |
| Sporting Kansas City II | Estados Unidos | 2016-2018 | 74       | 3     |
| Sporting Kansas City    | Estados Unidos | 2016-2018 | 4        | 0     |
| San Antonio FC          | Estados Unidos | 2019      | 2        | 0     |
| FC Edmonton             | Canadá         | 2019-2021 | 48       | 3     |
| Pacific FC              | Canadá         | 2022-2023 | 63       | 8     |
| Atlético Ottawa         | Canadá         | 2024-     | 11       | 1     |